# ليوناردو كارسون
ليوناردو كارسون (بالإنجليزية: Leonardo Carson)‏ هو لاعب كرة قدم أمريكية أمريكي، ولد في 11 فبراير 1977 في موبيل في الولايات المتحدة.

## وصلات خارجية
- ليوناردو كارسون على موقع مرجع كرة القدم المحترفة.كوم (الإنجليزية)